# Lake Kaniere
Lake Kaniere är en issjö på Nya Zeeland, belägen på Sydön i regionen West Coast. Sjön är nästan 200 m djup och omges av berg och skog. Lake Kaniere är ett populärt turist- och fritidsmål och anses vara en av den nyzeeländska västkustens vackraste sjöar.